# Puig de Cofí
El Puig de Cofí és una muntanya de 607 metres que es troba al municipi de Sales de Llierca, a la comarca catalana de la Garrotxa.